# Kanton Montargis
Kanton Montargis is een kanton van het Franse departement Loiret. Het kanton maakt deel uit van het arrondissement Montargis.

## Gemeenten
Het kanton Montargis omvatte tot 2014 enkel de gemeente Montargis.
Bij de herindeling van de kantons door het decreet van 25 februari 2014 met uitwerking op 22 maart 2015 werden daar volgende 8 gemeenten aan toegevoegd:
- Chevillon-sur-Huillard
- Lombreuil
- Mormant-sur-Vernisson
- Pannes
- Saint-Maurice-sur-Fessard
- Solterre
- Villemandeur
- Vimory